# Kernville
Kernville és una concentració de població designada pel cens dels Estats Units a l'estat de Califòrnia. Segons el cens del 2000 tenia 1.736 habitants.

## Demografia
Segons el cens del 2000, Kernville tenia 1.736 habitants, 800 habitatges, i 482 famílies. La densitat de població era de 53,1 habitants/km².
Dels 800 habitatges en un 15,4% hi vivien nens de menys de 18 anys, en un 50,6% hi vivien parelles casades, en un 7,4% dones solteres, i en un 39,8% no eren unitats familiars. En el 34,3% dels habitatges hi vivien persones soles el 19,9% de les quals corresponia a persones de 65 anys o més que vivien soles. El nombre mitjà de persones vivint en cada habitatge era d'1,99 i el nombre mitjà de persones que vivien en cada família era de 2,5.
Per edats la població es repartia de la següent manera: un 20,2% tenia menys de 18 anys, un 3,6% entre 18 i 24, un 17,2% entre 25 i 44, un 28,4% de 45 a 60 i un 30,6% 65 anys o més.
L'edat mediana era de 52 anys. Per cada 100 dones de 18 o més anys hi havia 94 homes.
La renda mediana per habitatge era de 28.352 $ i la renda mediana per família de 33.409 $. Els homes tenien una renda mediana de 43.875 $ mentre que les dones 16.648 $. La renda per capita de la població era de 23.159 $. Entorn del 15,4% de les famílies i el 17,3% de la població estaven per davall del llindar de pobresa.

## Poblacions més properes
El següent diagrama mostra les poblacions més properes.